# Pauline Hammarlund
Pauline Louise Hammarlund (Stoccolma, 7 maggio 1994) è una calciatrice svedese, attaccante del Djurgården e della nazionale svedese.

## Carriera

### Club
Pauline Hammarlund si appassiona al calcio fin dalla giovane età, decidendo di tesserarsi con il Skogås-Trångsunds FF, società calcistica con sede a nel quartiere di Gryningsvägen, a Spånga, località nel tessuto urbano di Stoccolma.
Messasi in luce durante la sua attività nelle giovanili, viene notata dagli osservatori del Tyresö, neopromossa in Damallsvenskan, che alla ricerca di rafforzare il proprio organico nel reparto offensivo in vista della loro prima stagione al massimo livello del campionato nazionale le offrono l'opportunità di indossare la loro maglia dalla stagione 2010. Con la società dell'omonimo centro della contea di Stoccolma rimane tre stagioni, l'ultima, il 2012, contribuendo a conquistare il primo titolo nazionale. Con il Tyresö si congeda con un tabellino personale di 25 presenze in campionato.
A stagione terminata decide di trasferirsi al Linköpings con la quale giocare la stagione entrante. Con la società di Linköping rimane una sola stagione, contribuendo a conquistare il terzo posto in Damallsvenskan e congedandosi con un tabellino personale di 2 reti su 18 incontri di campionato.
Nell'inverno sottoscrive un accordo biennale con il Piteå. Nelle due stagioni con la maglia a strisce biancorosse contribuisce alla salvezza della squadra, nona in campionato nel 2014 e sorprendentemente terza in quello successivo anche grazie alle 16 reti sigliate da Hammarlund in campionato che le fanno conquistare il terzo posto nella classifica delle marcatrici del torneo, dopo la camerunese Gaëlle Enganamouit (18) e la danese Pernille Harder (17). Al termine del contratto si congeda con un tabellino personale di 17 reti segnate su 41 incontri.
Durante il calciomercato invernale, nell'ottobre 2015 dichiara di aver sottoscritto un contratto con il Kopparbergs/Göteborg per la stagione entrante con un'opzione per il 2017.
Il 5 gennaio 2023 si è trasferita dall'Häcken alla Fiorentina, lasciando per la prima volta in carriera il campionato svedese, e giocando con la società viola per una stagione e mezza. Il 4 agosto 2024 è tornata in Svezia, firmando un contratto col Djurgården.

### Nazionale
Hammarlund viene chiamata dalla Federcalcio svedese (SvFF) per vestire le maglie delle nazionali giovanili fin dal 2010, dove gioca prima con la formazione under 17, per poi passare all'under 19 con la quale fa il suo debutto in una competizione ufficiale UEFA il 17 settembre 2011, nella partita valida per il primo turno di qualificazione all'Europeo di Turchia 2012, dove la Svezia si impone con un netto 7-0 sulle avversarie della Serbia. La squadra si rivela competitiva riuscendo a raggiungere la finale, laureandosi campione d'Europa superando in finale le avversarie della Spagna per 1-0 solo ai tempi supplementari. Superati i limiti di età continua a essere inserita in rosa nella under 23.
Grazie alle prestazioni offerte, nel 2015 viene convocata con la nazionale maggiore, inserita in rosa dalla selezionatrice Pia Sundhage nella formazione impegnata nelle qualificazioni all'europeo dei Paesi Bassi 2017. Inserita nel gruppo 4, gioca la sua partita di debutto il 17 settembre 2015, nell'incontro vinto per 3-0 sulla Moldavia e dove è autrice della rete che fissa il risultato all'88'.
Nel 2016 viene nuovamente convocata per rappresentare la Svezia nel torneo di calcio femminile ai Giochi della XXXI Olimpiade di Rio 2016. Inserita nel gruppo E, durante il torneo viene impiegata nella partita del 3 agosto, dove la Svezia supera il Sudafrica per 1-0, condividendo con le compagne il superamento della fase a gironi, il successo ai quarti di finale sui campioni mondiali degli Stati Uniti d'America e quello in semifinale sul Brasile, risolto ai calci di rigore dopo che i tempi regolamentari erano terminati sullo 0-0. Giunti in finale non sono riuscite a battere le avversarie della Germania perdendo l'incontro per 2-0 ma conquistando comunque la prima medaglia d'argento olimpica del calcio femminile svedese.

## Palmarès

### Club
- Campionato svedese: 2

Tyresö: 2012
Kopparbergs/Göteborg: 2020
- Coppa di Svezia: 2

Kopparbergs/Göteborg: 2018-2019
Häcken: 2020-2021

### Nazionale
- Argento olimpico: 1

Rio de Janeiro 2016
- Campionato d'Europa under 19: 1

2012